# Mauricio Tolmasquim

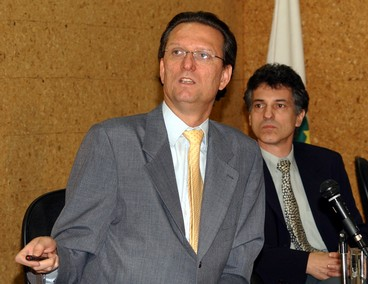
Maurício Tolmasquim, presidente da Empresa de Pesquisa Energética e Bazileu Alves Margarido Neto, presidente do Ibama

Mauricio Tiomno Tolmasquim foi o presidente da Empresa de Pesquisa Energética, uma entidade afiliada ao Ministério de Minas e Energia.
Em 1981 se formou em engenharia de produção pela Universidade Federal do Rio de Janeiro (UFRJ). Em 1982, em ciências econômicas pela Universidade do Estado do Rio de Janeiro (UERJ), em 1984, mestrou-se em planejamento energético pela UFRJ e, em 1990, concluiu seu doutorado em Socio Economie du Développement na École des hautes études en sciences sociales (EHESS) da França. 
É professor titular da COPPE/UFRJ. Foi secretário executivo e ministro interino de Minas e Energia, onde coordenou o grupo de trabalho que elaborou o novo modelo do setor elétrico.